# وسترن اسپرینگ (ایلینوی)
وسترن اسپرینگ (به انگلیسی: Western Springs) یک روستا در ایالات متحده آمریکا است که در شهرستان کوک (ایلینوی) قرار دارد. وسترن اسپرینگ ۷٫۲۲ کیلومتر مربع مساحت و ۱۲٬۹۷۵ نفر جمعیت دارد.